# Richard Hickock
Richard (Dick) Eugene Hickock (ur. 6 czerwca 1931 – zm. 14 kwietnia 1965) – współwinny zamordowania czterech członków rodziny Clutterów w Holcomb, USA 15 listopada 1959 roku. Przestępstwo to stało się znane dzięki powieści Trumana Capote z 1966 roku - Z zimną krwią. Wraz z Perrym Smithem włamał się do domu państwa Clutterów, mylnie twierdząc, iż znajduje się w nim sejf z dużą ilością pieniędzy. Podczas, gdy Smith przyznał się do zabicia dwóch mężczyzn - Herberta i Kenyona Clutterów, nadal w sferze domysłów pozostaje kwestia, kto zamordował Bonnie i Nancy Clutter.
Smith i Hickock zostali złapani w Las Vegas, USA w grudniu 1959 roku. Zostali skazani na karę śmierci przez powieszenie. Egzekucja odbyła się 14 kwietnia 1965 roku.